# Charmauvillers
Charmauvillers – miejscowość i gmina we Francji, w regionie Burgundia-Franche-Comté, w departamencie Doubs.
Według danych na rok 1990 gminę zamieszkiwało 189 osób, a gęstość zaludnienia wynosiła 18 osób/km² (wśród 1786 gmin Franche-Comté Charmauvillers plasuje się na 556. miejscu pod względem liczby ludności, natomiast pod względem powierzchni na miejscu 407.).